# Zdeněk Cihlář
Zdeněk Cihlář (* 27. Dezember 1973 in Brno) ist ein tschechischer ehemaliger Fußballspieler auf der Position eines Abwehrspieler.

## Karriere
Cihlar begann seine Karriere beim FC Zbrojovka Brünn, von wo er im Juli 2001 zum FC Kärnten wechselte. Nachdem er sich dort nicht durchsetzen konnte, wechselte er zum SV Leobendorf. Von 2008 bis 2010 spielte er für den SK Ernstbrunn. Im Sommer 2010 beendete er seine aktive Fußballkarriere.
| Personendaten    | Personendaten                |
| ---------------- | ---------------------------- |
| NAME             | Cihlář, Zdeněk               |
| KURZBESCHREIBUNG | tschechischer Fußballspieler |
| GEBURTSDATUM     | 27. Dezember 1973            |
| GEBURTSORT       | Brno                         |